# Gran Enciclopedia de Cantabria
La Gran Enciclopedia de Cantabria es una enciclopedia regional sobre Cantabria publicada por la editorial Cantabria inicialmente en 1985. En el contexto español, las enciclopedias regionales y provinciales aparecen con fuerza a partir de 1970, coincidiendo con el pleno desarrollo de las comunidades autónomas. Aunque en un principio constaba de 8 tomos, en 2002 la editorial de El Diario Montañés publicó 3 más, haciendo un total de 11.
La enciclopedia se crea a través de una sociedad limitada con sede en la calle La Prensa de Santander.